# ذهن کوانتومی
نظریه‌های ذهن کوانتومی بر مبنای این فرض شکل گرفته‌است که دانش مکانیک کوانتمی برای درک کامل مغز و ذهن لازم است، مخصوصاً برای توضیح پدیدهٔ خودآگاهی آدمی. 
فرضیه ذهن کوانتومی یا آگاهی کوانتومی پیشنهاد می‌کند که مکانیک کلاسیک نمی‌تواند پدیده خودآگاهی را توضیح دهد.در حالیکه پدیده‌های کوانتومی مانند برهمنهی و درهم‌تنیدگی کوانتومی ممکن است بخش مهمی از آگاهی را توضیح دهد.
فیزیکدانان نظری چندین استدلال در مورد ناتوان بودن ذاتی فیزیک کلاسیک در توضیح جنبه‌های کلی خودآگاهی نموده‌اند.اما به نظر می‌رسد که نظریه کوانتومی جنبه‌های از دست رفته را فراهم می‌سازد. با این حال، برخی از فیزیکدانان و فلاسفه استدلال نقش پدیده‌های کوانتومی را غیر متقاعدکننده می‌پندارند. به عنوان مثال ویکتور استنجر (یک فیزیکدان ذرات آمریکایی) خودآگاهی کوانتومی را به عنوان یک "افسانه" و "بدون داشتن هیچ مبنای علمی" توصیف می‌کند که باید آن را همراه با خدایان، اسب‌های تک شاخ و اژدها هم تراز دانست. 
بحث اصلی در برابر نظریه ذهن کوانتومی این است که حالت‌های کوانتومی در مغز قبل از اینکه به یک حالت فضایی یا زمانی مناسب  برای پردازش عصبی  برسند دچار پدیده همدوسی می‌شوند. این استدلال توسط فیزیکدان، مکس تگمارک به صورت دقیقی بیان شد. وی بر اساس محاسبات به این نتیجه رسید که سیستم‌های کوانتومی در مغز به سرعت در معرض پدیده همدوسی قرار می‌گیرند و نمی‌تواند عملکرد مغز را کنترل نمایند.
از جمله کسانی که به این دیدگاه معتقدند راجر پنروز معروف را می‌توان نام برد که  نظریه ارک-آر را با همکاری استوارت همروف طراحی کرده‌است. 
افرادی مثل دیوید بوهم، هل پوتاف، کارل پریبرام و هنری استپ هم مدلهایی متفاوت ارائه کرده‌اند.